# 풍기낙양
《풍기낙양》(风起洛阳)은 2021년 방송되었던 중국의 드라마이다.

## 줄거리
- 낙양의 밑바닥에서 자취를 감췄던 고병촉은 우연히 사건에 휘말려 피의자가 된다. 그는 어떻게든 자신의 결백을 증명하려다, 아버지가 독살당한 사건의 진상을 밝히려는 백리홍의를 만나고 두 사람은 협력하며 수사를 진행한다. 명문가 출신의 내위인 무사월은 무예가 뛰어나고 사건에 대해 잘 아는 고병촉에게 수사를 위해 접근한다. 세 사람은 사건을 계속 깊이 파고들면서 진상을 찾다가 신도를 멸망시키고 피로 물들게 할 만한 엄청난 음모를 발견하는데...

## 등장 인물
- 황쉬안 - 고병촉 역
- 왕이보 - 백리홍의 역
- 빅토리아 - 무사월 역
- 장둬 (张铎) - 무유결 역
- 고서광 (高曙光) - 백리연 역
- 장희림 - 류양 역
- 쑹이 - 류연 역

## 참고 사항
- 2022년 1월 5일 중국 현지에서 종영한지 한달만에 채널차이나에서 VOD저작권을 구입했다 국내 방송일자는 3월 15일 이다
- 극중 무사월 역을 맡았던 빅토리아는 심도원계획이 종영한지 5개월만에 출연한 작품이기도 하다